# Howard Benson
Howard Benson (Havertown, Pennsylvania, 1956), és un productor musical dues vegades nominat al premi Grammy, a més d'enginyer aeroespacial.
Benson es va educar en la Lower Merion High School fins a la seua graduació el 1974. Després va assistir a la Drexel university, on el 1980 es va rebre d'enginyeria en materials. Després va treballar com enginyer mecànic i enginyer químic fins a 1984.